# 喬拜拜
喬拜拜，又稱嘎魯巴利巴利（排灣語：Karubari-bari）、嘎蘇播崗（Kasupokan）、蘇辜蘇辜（Sukusukus），是台灣排灣族傳說中的女人社。

## 傳說
喬拜拜部落位於深山裡，裡面都是女性、沒有男性，有一天女人們商量後認為她們需要孩子，因此她們爬上山、背著溪流、露出屁股壓低身子，讓風吹進陰道，後來雖然她們都懷孕了，誕生下來的都是女性，且都是殘障或虛弱的孩子，她們重新嘗試時剛好有男子經過，因為對她們的行為感到好奇而上前詢問，婦女們很喜歡那些男人，就抓著他們跟自己交合，這次都生下了男孩，部落裡的人才逐漸增加。
其他版本
在牡丹社的傳說中，女人社是位於海外的一個小島上，研究者認為這可能是受到阿美族的傳說影響。

## 現代研究
有人認為世界上大多數的女人部落神話可能是對過去母系社會的記憶，而像喬拜拜部落傳說中女人渴求與男人性交以生下健康的孩子或男性的情節，則是代表母系社會結束、逐漸轉變為父系社會的過程。